# Грон (приток Соны)
Грон (фр. Grosne) — река во Франции.
Находится на востоке страны. Грон является одним из правых притоков реки Сона. Берёт своё начало в районе Сен-Боне-де-Брюйер. Протекает в северном направлении.
Река с зимним паводком, с декабря по март включительно максимум в январе-феврале. Самый низкий уровень воды в реке летом, в период с июля по сентябрь включительно.
Длина реки составляет 95 км. Площадь водосборного бассейна — 1000 км². Среднегодовой расход воды — 10 м³/с.